# Vector biológico

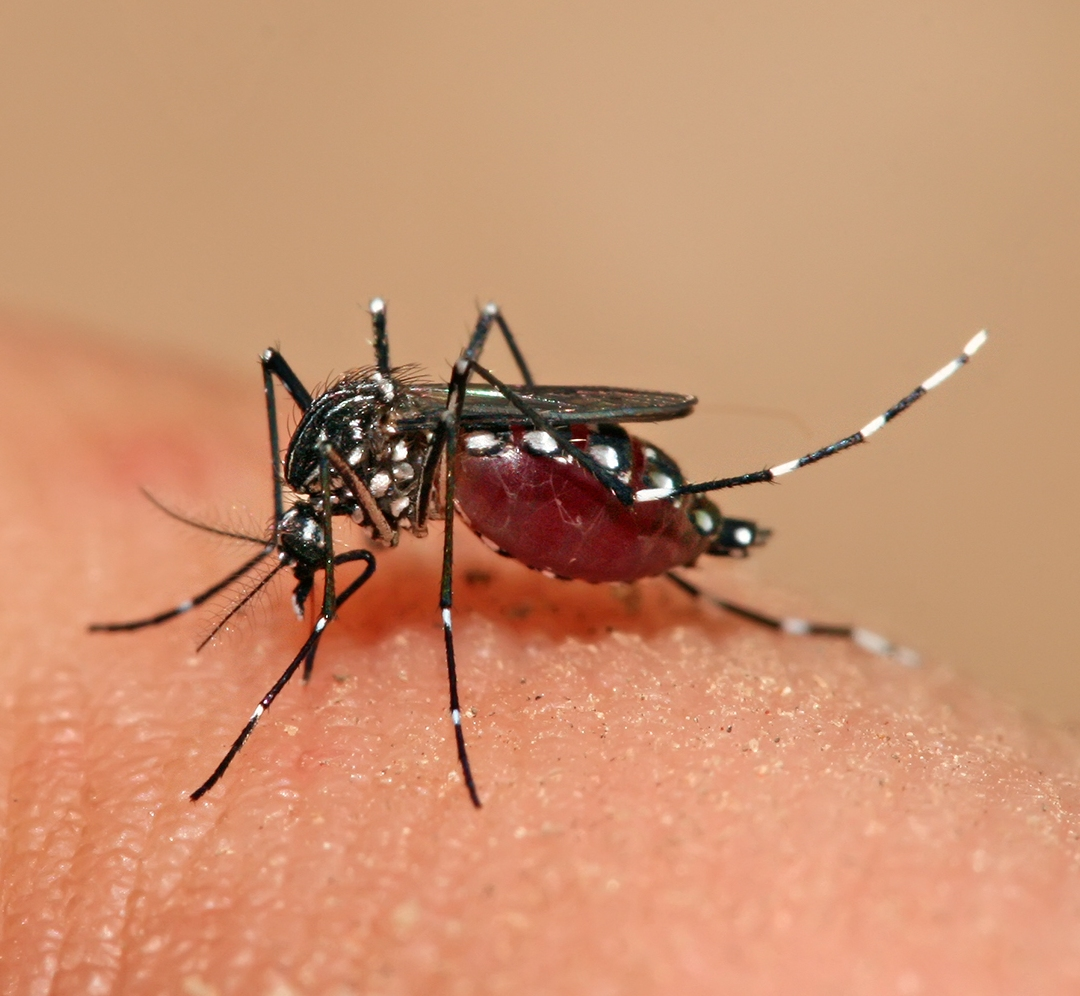
Mosquito Aedes aegypti, transmisor de varias enfermedades.

En términos biológicos y, específicamente, ecológicos, un vector es cualquier organismo que transporta y transmite a otro organismo vivo un microorganismo causante de enfermedades (agente patógeno). Los vectores biológicos son la causa de enfermedades que afectan a los seres humanos, a animales o a plantas, que son conocidas en su conjunto como enfermedades transmitidas por vectores. Los vectores biológicos pueden transportar patógenos que pueden multiplicarse dentro de sus cuerpos y transmitirse a nuevos huéspedes, habitualmente mediante mordedura o picadura. Entre los patógenos que pueden ser transmitidos por vectores biológicos se incluyen virus, bacterias, protozoos y gusanos parásitos. Muchas de enfermedades transmitidas por vectores son también denominadas enfermedades zoonóticas, porque que pueden transmitirse entre animales y seres humanos.

## Animales que actúan como vectores

### Artrópodos
Los vectores artrópodos pueden subdividirse en dos grandes grupos: garrapatas e insectos. Las garrapatas son parásitos obligados, vinculados a la transmisión de enfermedades a los animales vertebrados y el hombre. La inmensa mayoría de ellas son parásitos de animales salvajes y dependen de la presencia de fauna salvaje para completar su ciclo vital. Hay dos grandes familias de garrapatas, las «duras» (Ixodidae) y las «blandas» (Argasidae), más una tercera familia (Nutalliellidae), formada por una sola especie, que presenta rasgos intermedios entre ambas. Las garrapatas duras son los vectores de algunas de las enfermedades tropicales de animales domésticos, causadas por protozoos (babesiosis, teileriosis), bacterias (ehrliquiosis, espiroquetosis) o virus (enfermedad de Nairobi, fiebre hemorrágica de Crimea-Congo). Las garrapatas blandas son vectores de la peste porcina africana (PPA) en África y Europa.
La mayoría de los vectores artrópodos pertenecen a cuatro órdenes de insectos hematófagos y fitófagos: ftirápteros (piojos), sifonápteros (pulgas), dípteros (moscas y mosquitos) y hemípteros (pulgones, chinches). Los piojos son ectoparásitos permanentes que ocasionan lesiones físicas y que, por lo que se sabe, solo transmiten enfermedades humanas, como el tifus. Las pulgas pueden ejercer de vectores de diversos microorganismos que afectan a los animales, como protozoos (tripanosomosis de roedores), bacterias (tularemia) y virus (mixomatosis). Buena parte de los insectos importantes que ejercen de vectores son voladores pertenecientes al orden de los dípteros, como flebotomos (Phlebotomus spp.), moscas negras (Simulium spp.), jejenes (Culicoides spp.), mosquitos (Aedes spp.), tábanos (Tabanus spp.), moscas tsé-tsé (Glossina spp.) o moscas piojo (Hippobosca spp.). Entre los insectos, una gran variedad de homópteros y hemípteros, como los aleuródidos, los áfidos, los psílidos y los cicadélidos son conocidos vectores de enfermedades de plantas.

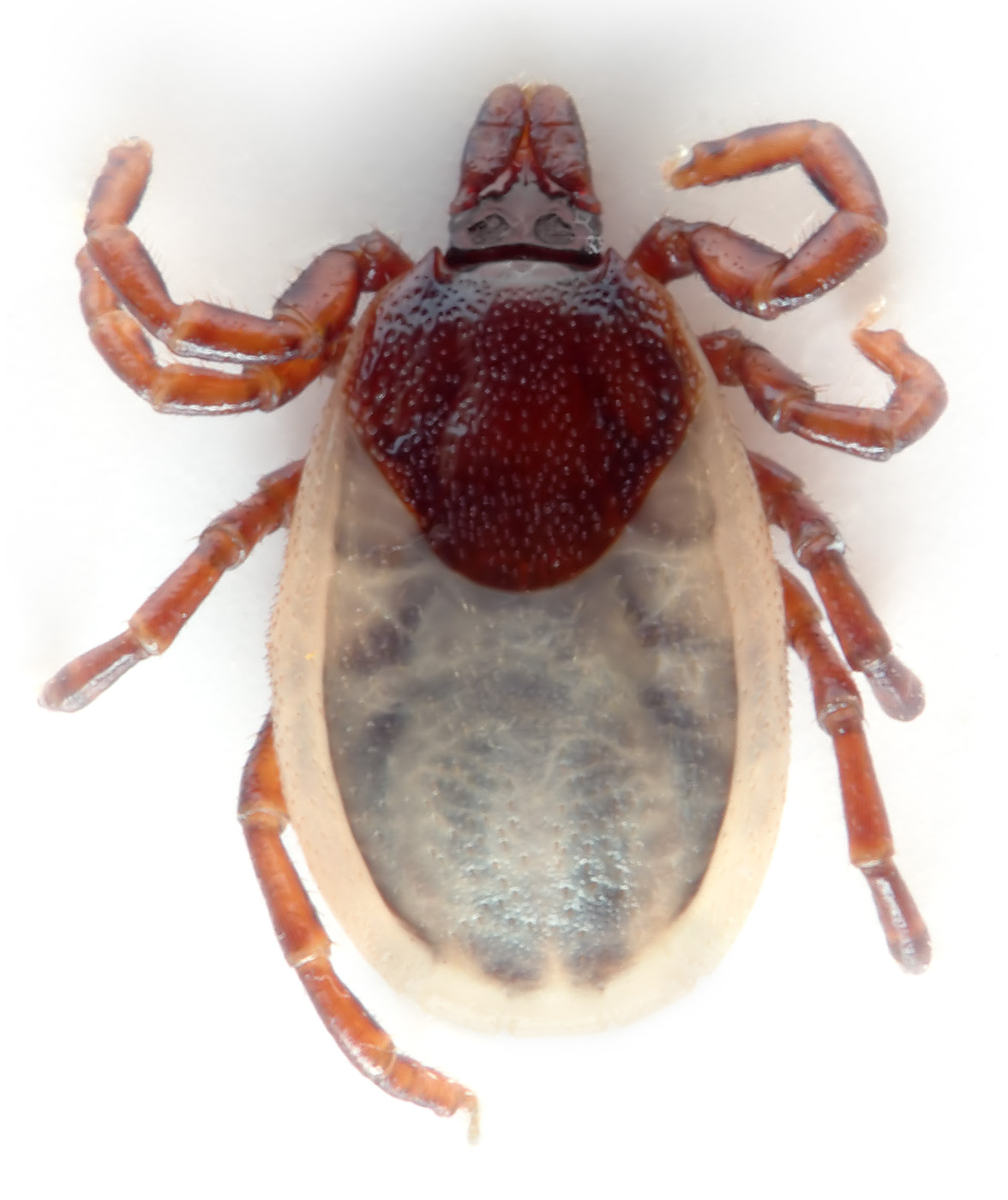
Garrapata Ixodes hexagonus.

Entre los artrópodos que actúan como vectores de enfermedades también se han descriptos algunos crustáceos decápodos.

### Moluscos
Muchas especies de moluscos, particularmente gastrópodos, poseen importancia biomédica debido a que actúan como vectores (hospedadores intermediarios) de parásitos que se transmiten al ser humano y constituyen uno de los principales agentes vectores de zoonosis. Varias familias de caracoles, como por ejemplo Achatinidae, Ampullariidae, Ancylidae, Buccinidae, Lymnaeidae, entre otras, han sido reportadas como vectores de parásitos nematodes (como Angiostrongylus cantonensis, agente causal de la meningoencefalitis eosinofílica humana) y trematodes (como Schistosoma mansoni, Clonorchis sinensis, Paragonimus westermani, Fasciolopsis buski y Fasciolopsis hepatica, agentes causales de la equistosomiasis, clonorquiasis y faciolapsiasis). Aparte de los gastrópodos, el mejillón zebra Dreissena polymorpha ha sido reportado como hospedador de patógenos que afectan al humano, como Cryptosporidium parvum, Cryptosporidium hominis y Giardia intestinalis.

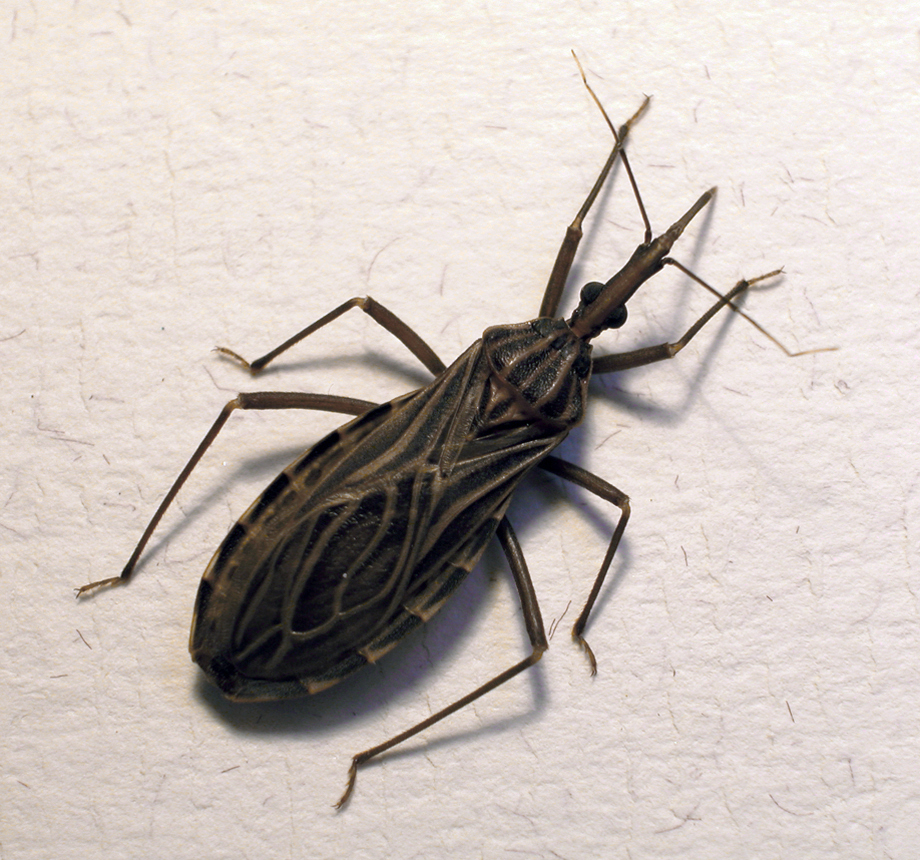
Chinche Rhodnius prolixus.

### Vertebrados

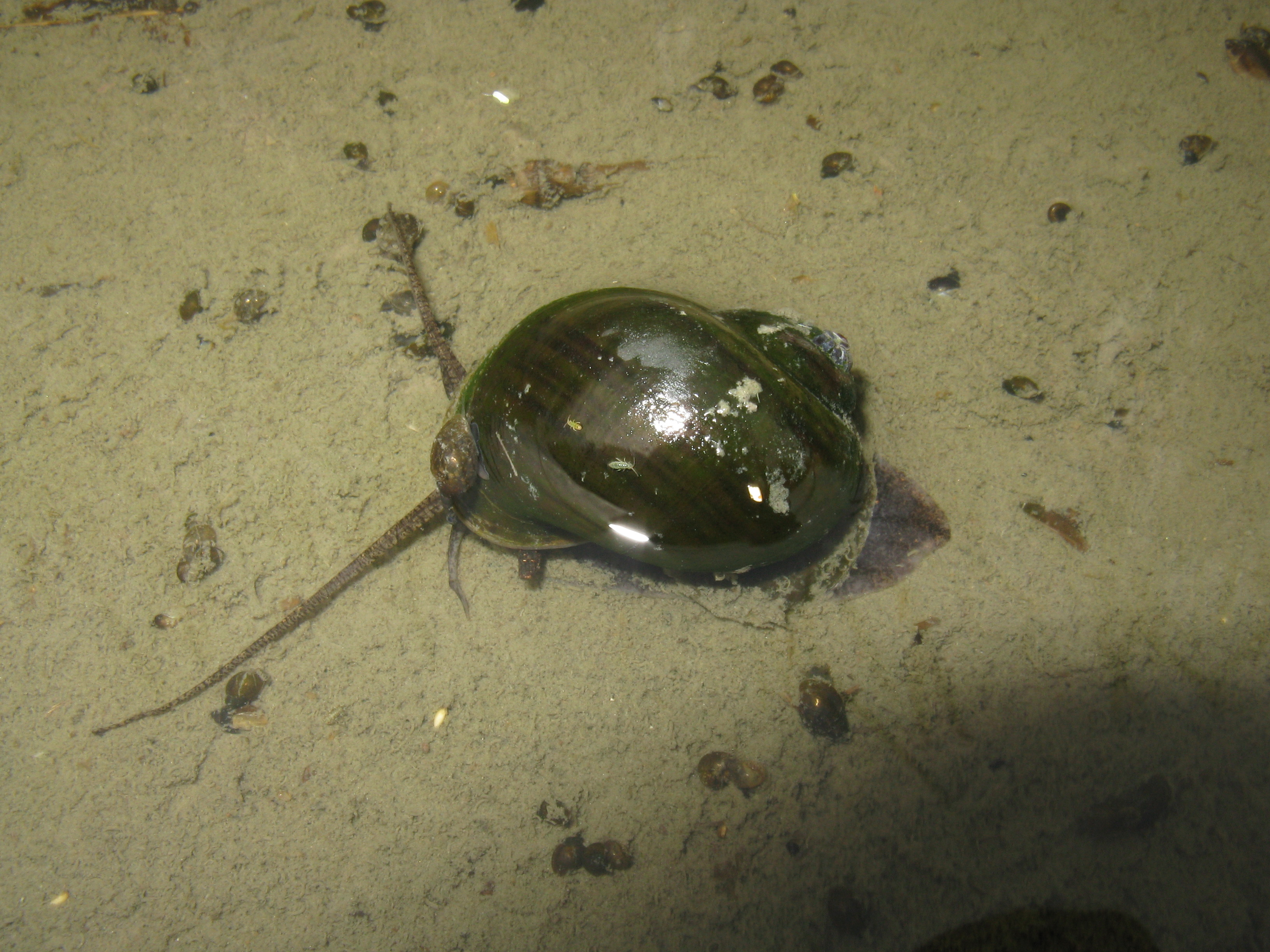
Caracol manzana Pomacea canaliculata.

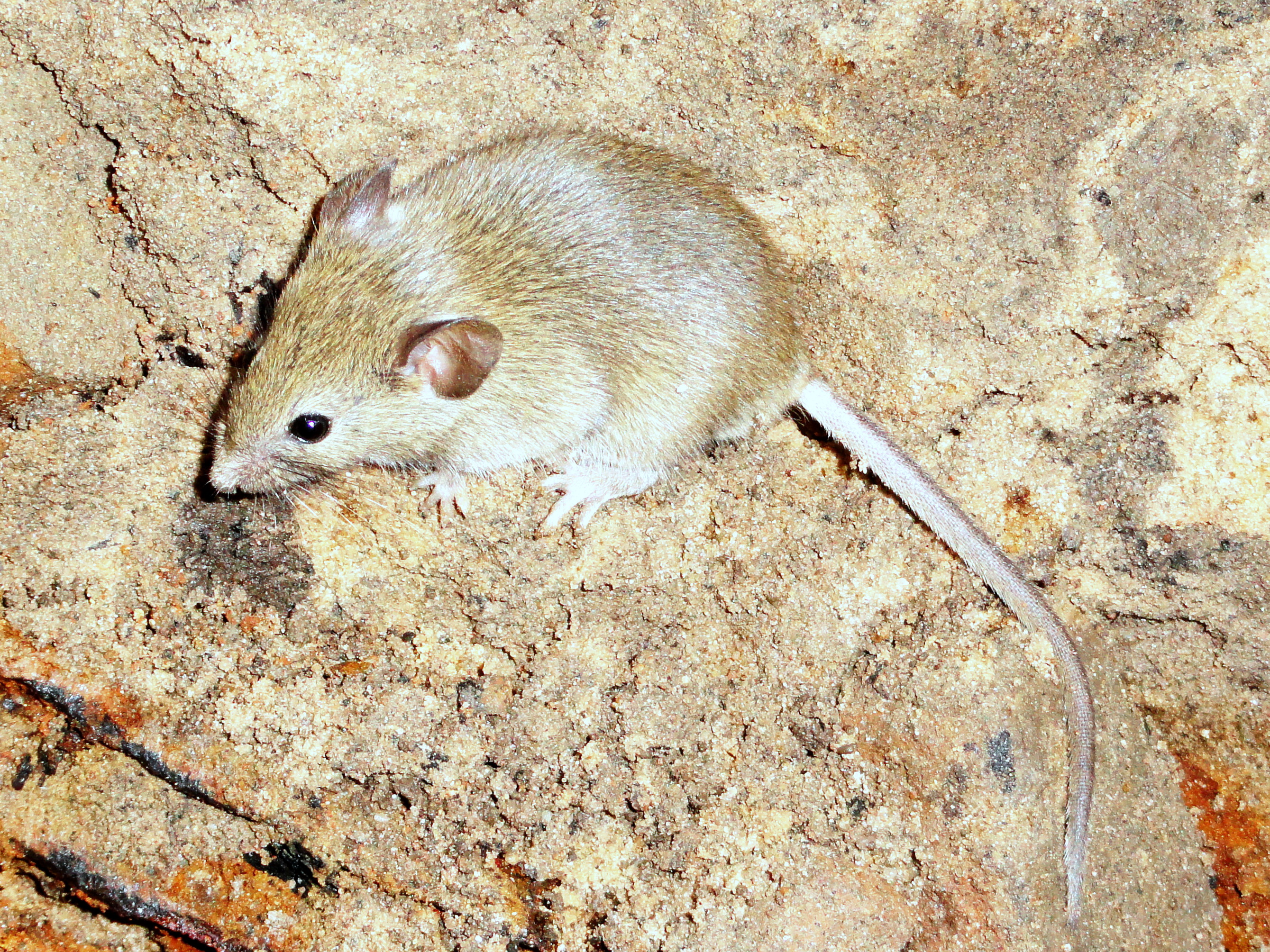
Ratón Mus musculus.

Varios vertebrados puede también actuar como vectores de enfermedades. Algunos peces actúan como hospedadores intermediarios de parásitos causantes de trematodiasis y difilobotriasis. Los anfibios y reptiles también pueden actuar como vectores, habiéndose encontrado alrededor de 40 especies de anfibios y reptiles zoonóticos. Especies de anfibios y reptiles han sido relacionadas con la transmisión de salmonelosis, vibriosis, pentastómidos, esparganosis, triquinelosis y el virus del Nilo Occidental. Entre las aves, muchas especies frecuentemente asociadas con áreas urbanas y de granja como las Psittaciformes (loros, cotorras y cacatúas), Columbiformes (palomas y torcazas), los Anseriformes (ganzos y patos) y los Galliformes (gallinas y codornices), son consideradas de riesgo zoonótico. Entre las enfermedades que se asocian a estas especies se incluyen la psitacosis, criptococcosis, listeriosis y salmonelosis, transmitidas por contacto directo o a través de artrópodos vectores (moscas, pulgas y garrapatas). Los mamíferos son también un grupo importante de vectores biológicos. Entre ellos, los roedores (ratones y ratas) pueden transmitir enfermedades a través de mordidas, como la fiebre por mordedura de rata, por medio de la contaminación del agua o los alimentos, como la leptospirosis, o por aerosoles, como el caso de los Hantavirus. Varios mamíferos como los murciélagos y una variedad de carnívoros (perros, gatos, mangostas, zorros, hurones, mapaches, lobos) son conocidos por transmitir el virus de la rabia. Aquellos carnívoros que habitan zonas urbanizadas también actúan de vectores de varios parásitos.

## Plantas y hongos vectores
Algunas plantas y hongos pueden actuar como vectores para varios patógenos. Por ejemplo, durante mucho tiempo se pensó que el virus de ensanchamiento de venas que afecta a las lechugas era causado por un hongo miembro de los chytridiomycota llamado Olpidium brassicae. Sin embargo, finalmente se descubrió que la enfermedad era viral. Tiempo después, se descubrió que el virus era transmitido por las zoosporas del hongo y que también sobrevivía en las esporas en reposo. Desde ese entonces, se ha descubierto que muchos otros de los hongos pertenecientes a la división chytridiomycota son vectores de virus de plantas.

## La OMS y las enfermedades transmitidas por vectores
La Organización Mundial de la Salud (OMS) establece que el control y la prevención de las enfermedades propagadas por vectores enfatizan el "Manejo Integrado de Vectores", el cual es una aproximación que vigila las conexiones entre la salud y el entorno, optimizando los beneficios para ambos.
En abril del 2014, la OMS lanzó una campaña llamada Small bite, big threat (mordida pequeña, amenaza grande) para educar a las personas acerca de las enfermedades transmitidas por vectores. La OMS reportó que dichas enfermedades afectan en su mayoría a personas de escasos recursos, especialmente las que viven en zonas que no poseen el nivel adecuado de sanitización, agua potable y vivienda.

## Enfermedades zoonóticas transmitidas por vectores

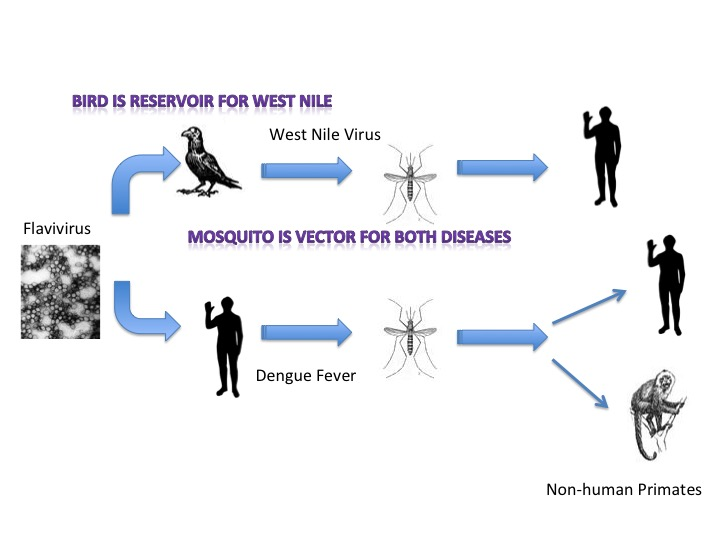
La figura muestra cómo el Flavivirus es transmitido por los mosquitos en la fiebre del nilo y el dengue. El mosquito es considerado un vector.

Diversos artículos a partir del 2014 advierten que las actividades humanas están esparciendo enfermedades zoonóticas transmitidas por vectores. Artículos publicados en la revista médica The Lancet discuten que los cambios rápidos en el uso de suelo, la globalización del mercado y el crecimiento poblacional están causando un resurgimiento de las enfermedades zoonóticas a través del mundo.
Algunos ejemplos de enfermedades zoonóticas transmitidas por vectores incluyen:
- Enfermedad de Lyme
- La peste
- Fiebre del Nilo occidental